# Eupithecia promulgata
Eupithecia promulgata är en fjärilsart som beskrevs av Richard F. Pearsall 1909. Eupithecia promulgata ingår i släktet Eupithecia och familjen mätare. Inga underarter finns listade i Catalogue of Life.